# Кракув, Паулина Петронела
Паулина Петронела Кракова (пол. Paulina Petronela Krakowowa; урождённая Радзейевская, пол. Radziejewska; 29 июня 1813 — 16 февраля 1882) — польская писательница, публицистка, педагог, редактор периодики для детей.

## Биография
Паулина Радзейевская родилась 29 июня 1813 в Варшаве. Много лет заведовала женским пансионом в родном городе. 
Повести и рассказы Кракув, предназначенные для детского и юношеского возраста, выдерживали по несколько изданий и переводились на другие языки. Написанные изящным слогом, проникнутые добрым отношением к жизни и людям, произведения Кракув заслуженно стали любимым чтением польского юношества. Главные произведения: «Pamiętniki młodej sieroty» (5 изд. в 1895); «Powieści starego wędrowca» (1839); «Rozmowy matki z dziećmi» (1841); «Branka tatarska» (1842, перевод на русский язык 1843); «Niespodzianka» (сборник повестей, 5 изд. в 1869); «Wieczory domowe» (2 изд. 1868); «Obrazy i obrazki» (1848); «Proza i poezyja polska, wybrana i zastosowana do użytku młodzieży żeńskiej» (1860); «Wspommienia wygnanki» (6 изд. 1894); «Nowa książka do nabożeństwa dla Polek».
Её правнучка Теодора Крёбер и праправнучка Урсула Ле Гуин — американские писательницы.